# Caja Rural (wielerploeg)/2012
Deze pagina geeft een overzicht van de Caja Rural wielerploeg in 2012. Het team kwam uit op het procontinentale niveau.

## Algemeen
Sponsors: Caja Rural
Algemeen manager: Juan Manuel Hernandez Eskisabel
Ploegleiders: Mikel Azparren, Eugenio Goikoetxea Urreaga, Mikel Gaztañaga
Fietsmerk: ViVelo

## Renners
| Naam               | Geboortedatum | Nationaliteit | Ploeg 2011                    |
| ------------------ | ------------- | ------------- | ----------------------------- |
| Javier Aramendia   | 05-12-1986    | Spanje        | Euskaltel - Euskadi           |
| Garikoitz Bravo    | 31-07-1989    | Spanje        |                               |
| Hernani Broco      | 13-06-1981    | Portugal      | LA-Antarte                    |
| André Cardoso      | 03-09-1984    | Portugal      | Tavira-Prio                   |
| Manuel Cardoso     | 07-04-1983    | Portugal      | Team RadioShack               |
| David de la Cruz   | 06-05-1989    | Spanje        |                               |
| David de la Fuente | 04-05-1981    | Spanje        | Geox-TMC                      |
| Karol Domagalski   | 09-08-1989    | Polen         | Neo                           |
| Fabricio Ferrari   | 03-06-1985    | Uruguay       |                               |
| Aitor Galdos       | 09-11-1979    | Spanje        |                               |
| Marcos García      | 04-12-1986    | Spanje        | KTM-Murcia (tot 2-8)          |
| Yelko Marino Gomez | 09-03-1989    | Panama        | Neo                           |
| Francesco Lasca    | 29-03-1988    | Italië        | Neo                           |
| Enzo Josue         | 15-02-1989    | Argentinië    | Neo                           |
| Danail Petrov      | 05-02-1978    | Bulgarije     | Konya-Torku Seker Spor-Vivelo |
| Antonio Piedra     | 10-10-1985    | Spanje        | Andalucia-Caja Granada        |
| Igor Romero        | 11-07-1986    | Spanje        |                               |
| Alexander Ryabkin  | 01-05-1989    | Rusland       |                               |
| Julián Sánchez     | 26-02-1980    | Spanje        |                               |

## Belangrijke overwinningen
Ronde van Castilië en León
1e etappe: Manuel Cardoso
3e etappe: Yelko Gomez
Rogaland GP
Winnaar: Antonio Piedra
Omloop van Lotharingen
2e etappe: Francesco Lasca
Nationale kampioenschappen wielrennen
Portugal - wegwedstrijd: Manuel Cardoso
Bulgarije - wegwedstrijd: Danail Petrov
Ronde van Portugal
2e etappe: Francesco Lasca
Ronde van Spanje
15e etappe: Antonio Piedra
2010 · 2011 · 2012 · 2013 · 2014 · 2015 · 2016· 2017· 2018· 2019 · 2020· 2021· 2022 · 2023 · 2024 · 2025